# Liste usbekischer Komponisten klassischer Musik
Diese Liste enthält bekannte usbekische Komponisten der klassischen Musik.
- Karim Abdullayev (1901–1977)
- Rustam Abdullayev (* 1947)
- Ikram Ilchamowitsch Akbarow (1921–2011)[1]
- Muchtar Aschrafowitsch Aschrafi (1912–1975)
- Mustafo Bafoyev (* 1946)[2]
- Sobir Boboyev (1920–2004)[3]
- Mutal Burhonov (1916–2002)
- Nailia Galiamova (* 1961)[4]
- Boris Giyenko (1917–2000)[5]
- Stanislav Ioudenitch (* 1971)[6]
- Suleiman Judakow (1916–1990)
- Tulkun Kurbanow (1936–2002)[7][8]
- Mirhalil Mahmudov (* 1947)[9]
- Hamza Hakimzoda Niyoziy (1889–1929)
- Gafur Qodirov (1917–1985)[10]
- Dilorom Saidaminova (* 1943)[11]
- Mirsodiq Tojiyev (1944–1996)[12]
- Dmitri Yanov-Yanovski (* 1963)
- Felix Yanov-Yanovski (* 1934)[13]
- Nurilla Zokirov (1942–2003)[14]